# Вршич
Алпски прелаз Вршич је највиши превој у Словенији. Налази се у Јулијским Алпима на 1.611 метара надморске висине између врхова Мојстровка (2.332 м) и Присојник (2.547 м). Најнижи је непосредни прелаз из долине Соче у Савску долину. Повезује покрајину Горењску са Трентом. Пут су за снабдеваље аустријског фронта у Италији, у врло тешким условима изградили руски војни заробљеници у Првом светском рату. Пуно их је погинуло због лоших услова и снежних мећава. На 300 страдалих руских војника данас подсећа Руска капела која стоји на путу према врху. Поред капеле налази се масовна гробница — пирамида са натписом Синовима Русије.
Пут је од Крањске горе до врха дугачак око 9 километара и има успон од 811 метара. Сваке године у септембру организована је бициклистична рекреативна трка Јуриш на Вршич. На путу према врху стоје троје планинских домова: Коча на Гозду (1.226 м), Ерјавчева коча (1.515 м), Тичарјев дом (1.620 м) и највише на планини стоји Поштарски дом (1.725 м), који је изнад превоја Вршич мало испод горског врха Вршич. 
На Вршичу још су видне утврдбе и жица из времена Првог светског рата — Сошке фронте.

## Галерија
- Превој Вршић
- Прва серпентина (кривина од гранитне коцке) на 911 метара
- Кривине су направљене од гранитних коцака.
- Поглед на 23. серпентину (кривину направљену од гранитне коцке) на висини 1539 метара.